# HD 93194
HD 93194，又名CP-63 1623，SAO 251096、HR 4205，是一颗恒星，视星等为4.82，位于銀經289.5，銀緯-4.46，其B1900.0坐标为赤經10h 40m 29.7s，赤緯-63° -4.46′ 10″。